# Ченовет, Эрика
Эрика Ченовет (англ. Erica Chenoweth; род. 22 апреля 1980) — американский политолог, специалист по политическому насилию и его альтернативам. Доктор философии, профессор Гарвардского университета (с 2018). В 2013 году вошла в Список Топ-100 мировых мыслителей по версии журнала Foreign Policy. Отмечена Karl Deutsch Award от International Studies Association (2014) и Grawemeyer Award (2013).
Окончила University of Dayton (бакалавр политологии и немецкого языка). Степени магистра и доктора философии по политологии получила в Университете Колорадо.
В 2008—2012 гг. преподавала в Уэслианском университете.
Перешла в Гарвард летом 2018 года из Университета Денвера.
В настоящее время занимает две именных профессорских должности в Гарварде, являясь Berthold Beitz Professor in Human Rights and International Affairs в Гарвардской школе Кеннеди и Susan S. and Kenneth L. Wallach Professor в Radcliffe Institute for Advanced Study.
Вместе с Марией Дж. Стефан, которая тогда работала в Государственном департаменте США, Ченовет выступила соавтором книги «Почему гражданское сопротивление работает»: их команда сравнила более 200 насильственных революций и более 100 ненасильственных кампаний, придя к выводу, что успешными можно считать 53 % ненасильственных кампаний и только 26 % насильственных революций, причём успех сопутствовал каждой кампании ненасильственного сопротивления, в которой приняли активное участие не менее 3,5 % населения.
Публиковалась в International Security, The Journal of Politics, Nature: Human Behaviour, Science Advances, American Sociological Review, British Journal of Political Science, Annual Review of Political Science, The Journal of Peace Research, The Journal of Conflict Resolution, Mobilization: An International Quarterly, Journal of Human Rights, Political Research Quarterly.
Увлекается рыбалкой.

## Книги
- Rethinking Violence: States and Non-State Actors in Conflict (MIT, 2010)
- Why Civil Resistance Works: The Strategic Logic of Nonviolent Conflict (Columbia University Press, 2011) — отмечена Woodrow Wilson Foundation[англ.] Award (2012), написана в соавторстве с Марией Дж. Стефан; украинский перевод: Ченовет, Еріка; Стефан, Марія Дж. Чому ненасильницький спротив ефективний. Стратегічна логіка громадянського конфлікту (Київ: Видавництво «Кліо», 2014).
- Political Violence (Sage, 2013)
- The Politics of Terror (Oxford, 2018)
- Civil Action and the Dynamics of Violence (Oxford, 2019)
- The Oxford Handbook of Terrorism (Oxford, 2019)
- Civil Resistance: What Everyone Needs to Know (Oxford, 2020)